# Spatenbräu

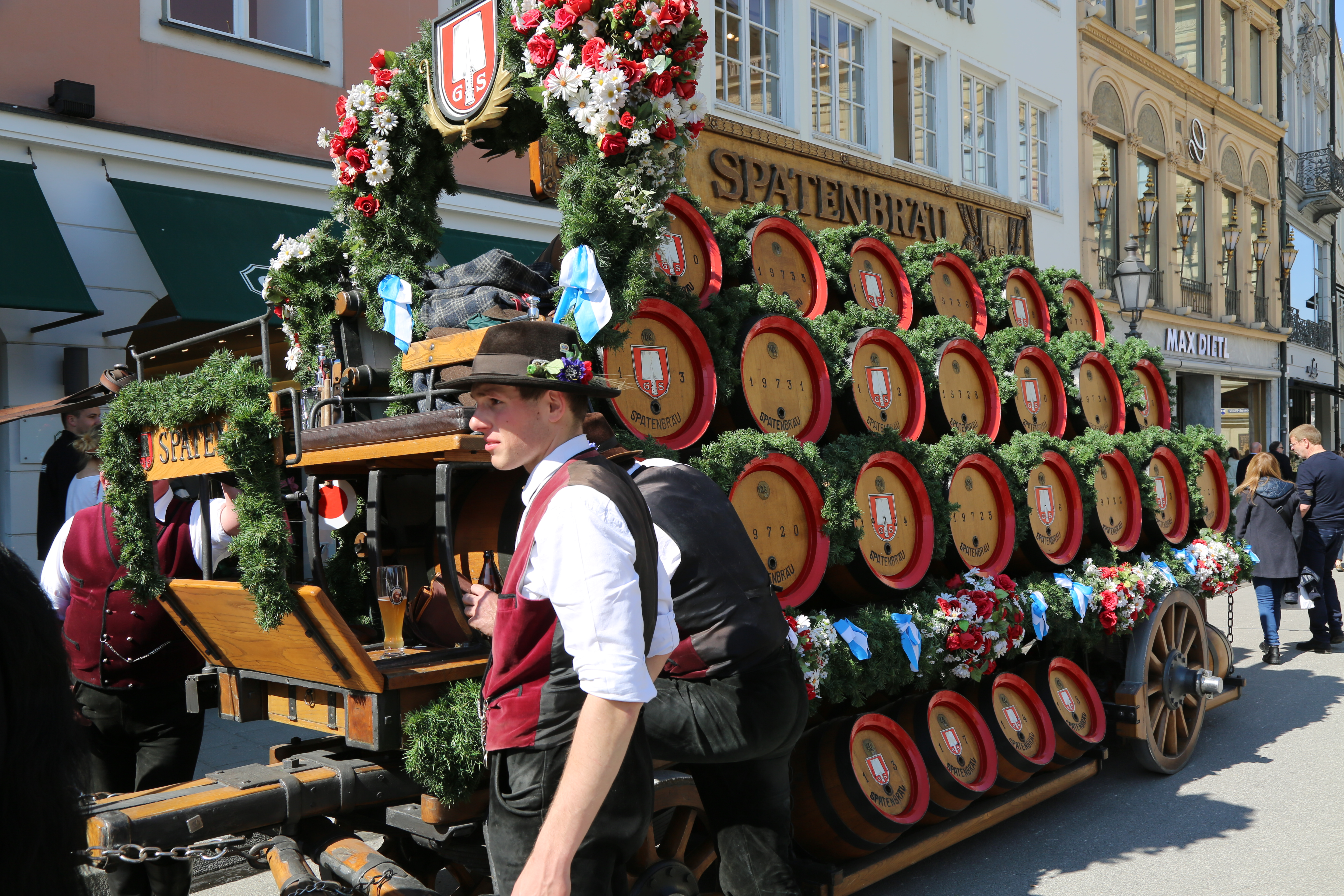

Spatenbräu was een Duitse traditionele brouwerij in München. De brouwerij werd opgericht in 1397 en daarmee behoort Spatenbräu tot de oudste ondernemingen ter wereld. Het bedrijf fusioneerde in 1922 met het al evenoude Franziskaner-Brauerei tot Spaten-Franziskaner-Bräu, in 1996 met Löwenbräu tot de Spaten-Löwenbräu-Gruppe, dat sedert 2003 tot het concern Anheuser-Busch InBev behoort.
In het belastingboek van de stad München wordt een brouwer, Hans Welser, met de Welser Prew, gevestigd op de Neuhausergasse 4, een eerste maal geregistreerd in 1397. In de volgende 125 jaar veranderden de eigenaren van de brouwerij regelmatig tot 1522, toen het voor precies 100 jaar het eigendom werd van de familie Starnberger. Van 1622 tot 1704 was de brouwerij eigendom van de familie Spatt, waar de naam Spaten van voorkomt. Latere eigenaars hebben de naam niet meer veranderd. In 1807 kwam de brouwerij in handen van de familie Sießmayr.
De Koninklijke hofbrouwer Gabriel Sedlmayr verwierf Spaten in 1807, het was dat jaar de kleinste brouwerij in München. Het tijdperk van de familie Sedlmayr startte toen, de nakomelingen zijn nog steeds aanwezig in het lokale beheer. In 1817 werd de Filserbräukeller in Bayerstraße gekocht, dat later de Spaten-Keller werd.
Na de dood van Gabriel Sedlmayr de Oudere, namen zijn zonen Gabriel en Joseph de brouwerij over in 1839. In 1842 kocht Joseph Sedlmayr de Leistbrauerei en trok zich terug als partner van de Spaten-Brauerei. In 1851 werd het pand op de "groene weide" met de Silberbauer-Keller gelegen aan de Marsstraße 46-48 verworven en geleidelijk uitgebreid door overname van aanpalende eigendommen. Drie jaar later verhuisde de hele brouwerij naar de Marsstraße.
Joseph Sedlmayr, eigenaar van de Leistbrauerei, waarschijnlijk gesticht in de 15e eeuw, verwierf de aandelen van August Deiglmayr in 1861, met wie hij sinds 1858 ook de Franziskaner-Brauerei beheerde.
In 1867 werd de Spaten-Brauerei de grootste brouwerij in München. Ze was in staat om deze toppositie tot in de jaren 1890 te behouden. Ze was de enige Duitse brouwerij die een gouden medaille kreeg voor haar bier op de Wereldtentoonstelling in Parijs.
In 1874 namen Johann, Carl en Anton Sedlmayr de brouwerij over van hun vader Gabriel. In 1894 was Spatenbräu de eerste brouwerij in München die de Münchner Hell brouwt. Het was oorspronkelijk bedoeld voor verzending naar Noord-Duitsland. Een jaar later lanceerde Spaten het heldere bier op de markt in München, waar het al snel erg populair werd.
De brouwerij Spatenbräu stichtte in 1891 een eigen vestiging in Londen en vanaf 1909 werd Spaten-bier regelmatig naar Amerika geëxporteerd. In 1911 werden Heinrich en Fritz Sedlmayr, respectievelijk zonen van Anton en Carl Sedlmayr, lid van het brouwerijmanagement als partners.
In 1922 fuseerden de Spaten brouwerij en de Franziskaner-Leist-Bräu, beiden eigendom van de familie Sedlmayr, tot Gabriel-und-Joseph-Sedlmayr-Spaten-Franziskaner-Leistbräu Aktiengesellschaft.